# Estación de Arenillas
Arenillas fue una estación de la Línea C-3 de Cercanías Sevilla, situada en el término municipal de Villanueva del Río y Minas, en una pista de grava transitable a unos 7 km del núcleo principal. Fue inaugurada en 1885 para dar servicio a un antiguo pozo minero de carbón cercano.
Como apeadero estuvo en uso hasta el año 2015, principalmente como acceso a las ruinas romanas de Munigua. En la actualidad no circula ningún tren y sólo quedan vestigios del edificio de la estación, restos de la plataforma y un pozo de agua.
| origen/destino      | <       | línea | >                        | destino/origen |
| ------------------- | ------- | ----- | ------------------------ | -------------- |
| Cazalla-Constantina | Pedroso |       | Villanueva del Río Minas | Santa Justa    |